# Vanuatu en los Juegos Paralímpicos
Vanuatu en los Juegos Paralímpicos está representado por el Comité Paralímpico de Vanuatu, miembro del Comité Paralímpico Internacional.
Ha participado en cuatro ediciones de los Juegos Paralímpicos de Verano, su primera presencia tuvo lugar en Sídney 2000. El país no ha obtenido ninguna medalla en las ediciones de verano.
En los Juegos Paralímpicos de Invierno Vanuatu no ha participado en ninguna edición.

## Medallero

### Por edición
Juegos Paralímpicos de Verano
| Evento              | Oro | Plata | Bronce | Total |
| ------------------- | --- | ----- | ------ | ----- |
| Sídney 2000         | 0   | 0     | 0      | 0     |
| Atenas 2004         | –   | –     | –      | –     |
| Pekín 2008          | 0   | 0     | 0      | 0     |
| Londres 2012        | 0   | 0     | 0      | 0     |
| Río de Janeiro 2016 | –   | –     | –      | –     |
| Tokio 2020          | –   | –     | –      | –     |
| París 2024          | 0   | 0     | 0      | 0     |
| TOTAL               | 0   | 0     | 0      | 0     |